# Kerma
Kerma je bila glavno mesto nubijske kermanske kulture, ki se je pred najmanj 5500 leti razvila v sedanjem Sudanu. Je eno od največjih arheoloških najdišč v starodavni Nubiji in predmet več desetletij trajajočih arheoloških izkopavanj. Na najdišču je bilo odkritih več tisoč grobov in grobnic in bivalne četrti.
Kermanska kultura se je začela okoli leta 3000 pr. n. št.  Kerma je bila veliko urbano središče, zgrajeno okoli velikega templja iz nežgane opeke, znanega kot Zahodna Defufa. Kot glavno mesto in mesto kraljevih pokopov osvetljuje kompleksno strukturo tedanje družbe.

## Zgodovinska obdobja
- pra Kerma (okoli 3500–2500 pr. n. št.) brez kulturne faze C
- zgodnja Kerma (okoli 2500–2050 pr. n. št.), skupina C, faza Ia–Ib
- srednja Kerma (okoli 2050–1750 pr. n. št.), skupina C, faza  Ib–IIa
- klasična Kerma (okoli 1750–1580 pr. n. št.), skupina C, faza IIb–III
- zadnja Kerma (okoli 1580–1500 pr. n. št.), skupina C, faza IIb–III
- pozna Kerma – Novo kraljestvo  (okoli 1500–1100? pr. n. št.)[3][4]

## Najdbe
Po letu 1700 pr. n. št. je imela Kerma najmanj 10.000 prebivalcev. V Kermi najdeni predmeti so tako po vsebini kot obliki drugačni od egipčanskih. Zanje je značilno obilje modre fajanse, ki so jo razvili neodvisno od Egipta, in  izdelki z glaziranim kvarcitom in  arhitekturnimi vložki.

### Pokopališče in kraljeve grobnice
Na pokopališču v Kermi je najmanj 30.000 grobov. Zasnovano je tako, da so na sredini večji grobovi, obdani z manjšimi, kar kaže na družbeno razslojenost. Na njegovi južni meji so štiri visoke gomile s premerom do 90 metrov, za katere velja, da so grobovi zadnjih mestnih kraljev. V nekaterih grobovih so odkrili motive in umetnine, povezane z egipčanskimi božanstvi, na primer s Horom. V številnih grobnih pridatkih je opazen vpliv Egipta. Med pridatki so našli egipčansko keramiko iz Avarisa iz obdobja Srednjega kraljestva, skarabejske pečatnike in amulete, ki kažejo na živahno trgovanje z Egiptom in izmenjavo kulturnih idej. Po opustošenji Kerme so na pokopališču pokopavali kralje Petindvajsete ali Naptanske dinastije Kraljestva Kuš iz Gornje (južne) Nubije.
- Maketa Kerme okoli leta 2000 pr. n. št., Narodni muzej Sudana
- Skica Georgea A. Reisnerja, natisnjena leta 1923
- Zahodna Defufa
- Zahodna Defufa z juga
- Ruševine antičnega mesta pod Zahodno Defufo
- Ostanki egipčanskega mesta Pnubs iz obdobja okoli 1500 pr. n. št.